# Hadancourt-le-Haut-Clocher
Hadancourt-le-Haut-Clocher ist eine französische Gemeinde mit 379 Einwohnern (Stand 1. Januar 2022) im Département Oise in der Region Hauts-de-France. Sie gehört zum Arrondissement Beauvais, zur Communauté de communes du Vexin Thelle und zum Kanton Chaumont-en-Vexin.

## Geographie
Die Gemeinde Hadancourt-le-Haut-Clocher liegt in der Landschaft Vexin français an der Grenze zum Département Val-d’Oise, zwölf Kilometer südsüdöstlich von Gisors und 24 Kilometer nordwestlich von Pontoise. Zu Hadancourt-le-Haut-Clocher gehören die Weiler Damval, Lèvemont und Le Mesnil-Lance Levée.

## Toponymie und Geschichte
Der Ortsname wird von dem germanischen Personennamen Haddo abgeleitet. Damval war ein Herrschaftssitz, das Herrenhaus wurde um 1780 zerstört. In dem 1825 mit Hadancourt vereinigten Lèvemont bestand eine Priorei der Abtei Saint-Germer-de-Fly. Der Berg La Molière de Serans war im Besitz der Anliegergemeinden, die ihn 1829 aufteilten.

## Einwohner
| Jahr                       | 1962 | 1968 | 1975 | 1982 | 1990 | 1999 | 2011 | 2021 |
| -------------------------- | ---- | ---- | ---- | ---- | ---- | ---- | ---- | ---- |
| Einwohner                  | 131  | 132  | 184  | 221  | 304  | 355  | 367  | 377  |
| Quellen: Cassini und INSEE |      |      |      |      |      |      |      |      |

## Sehenswürdigkeiten
- auf das 12. Jahrhundert zurückgehende Kirche Saint-Martin mit 33 m hohem Turm aus dem 16. Jahrhundert, seit 1922 als Monument historique klassifiziert.[1][2]
- Reste der Zehntscheune
- Mehrere Calvaires und Kreuze
- Wasserturm

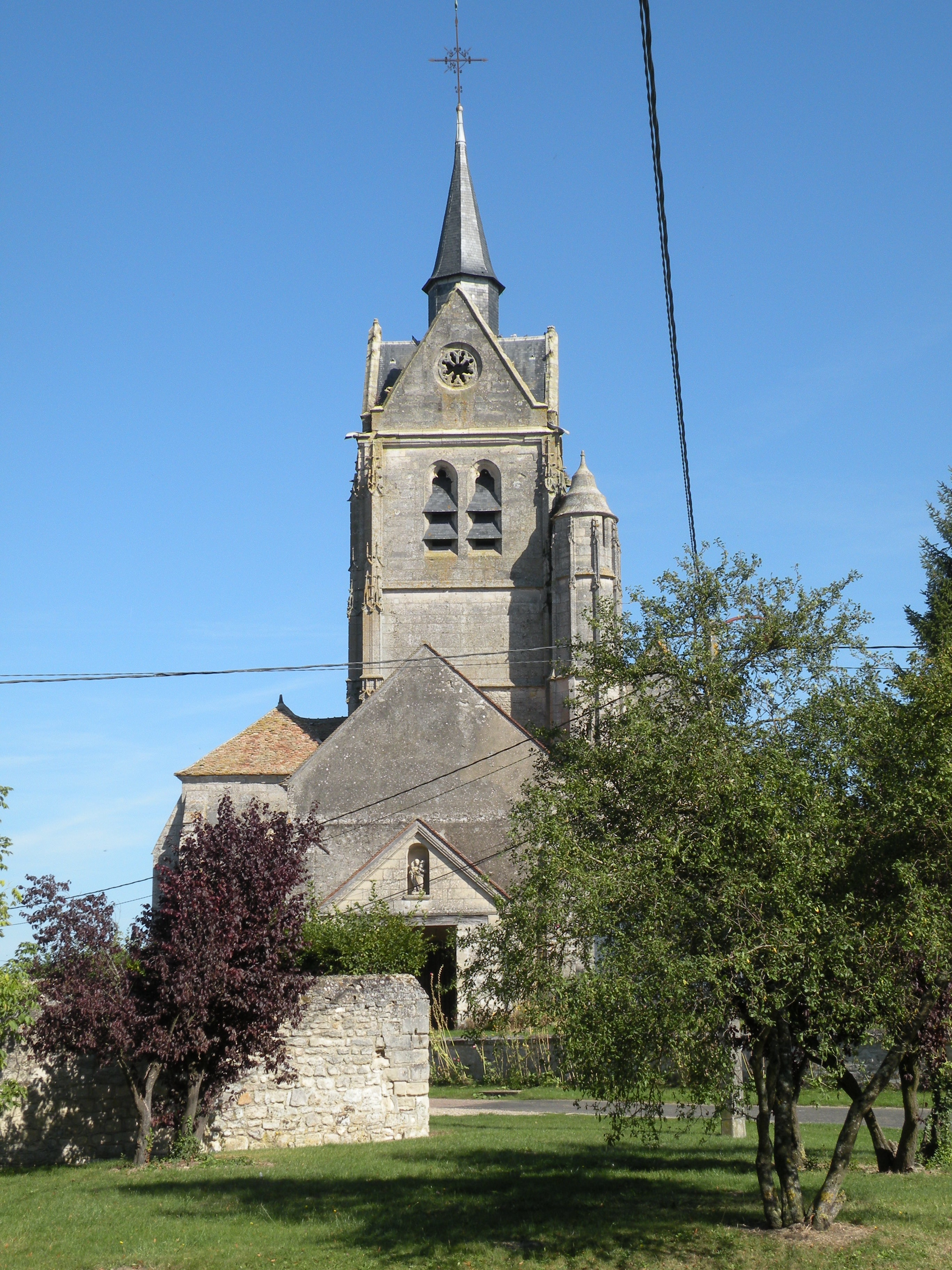
Kirche Saint-Martin
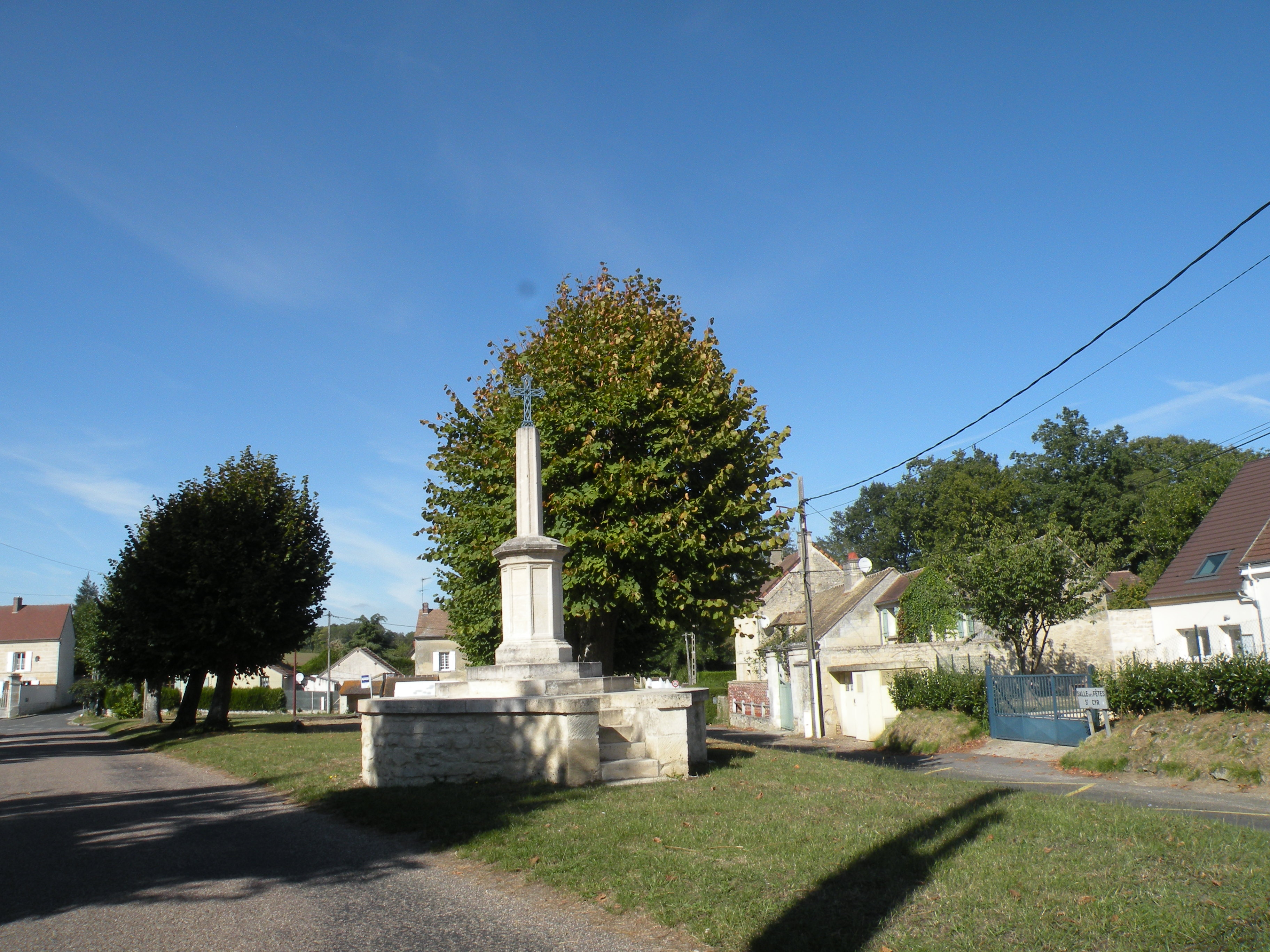
Calvaire gegenüber dem Rathaus
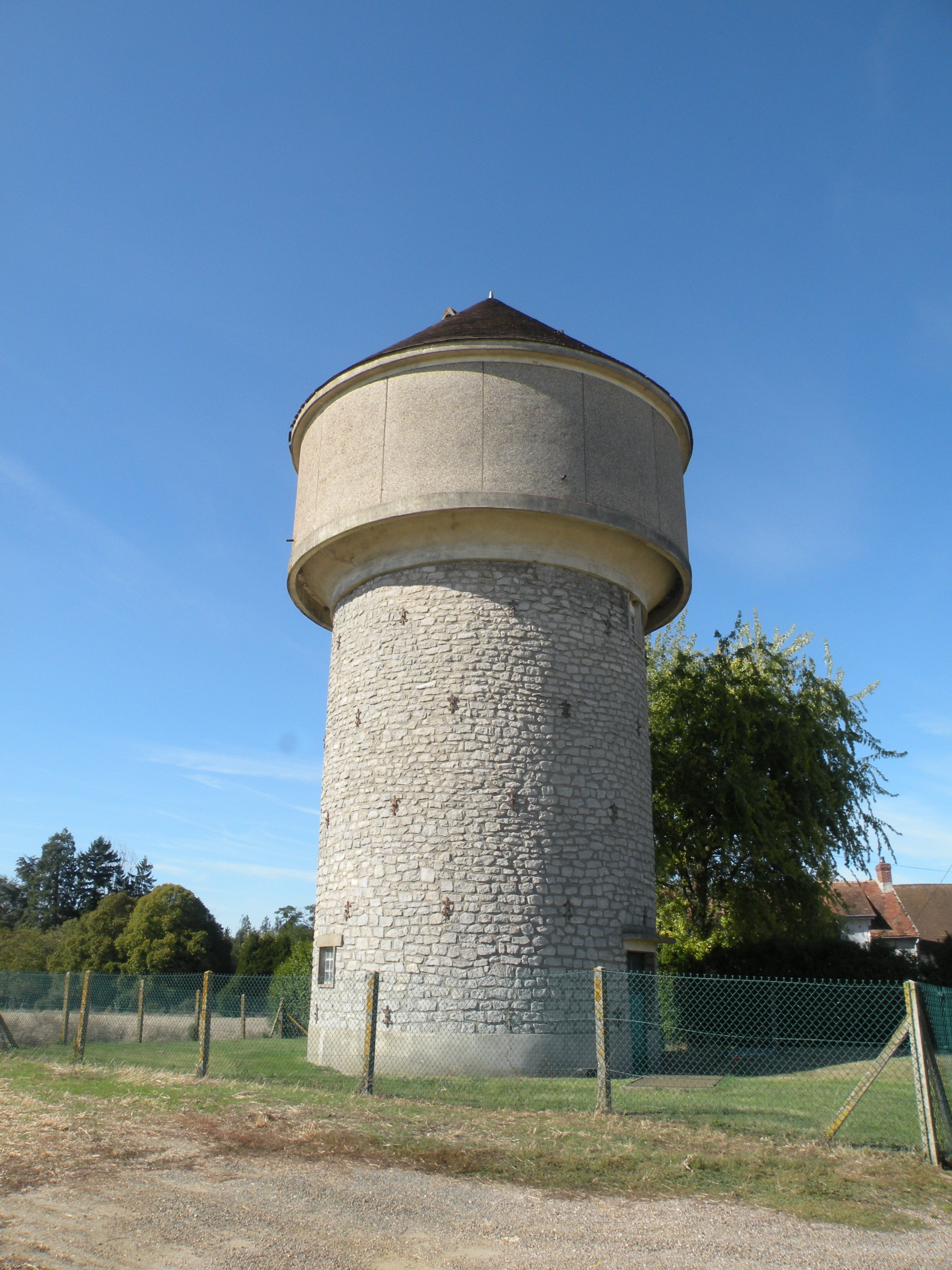
Wasserturm
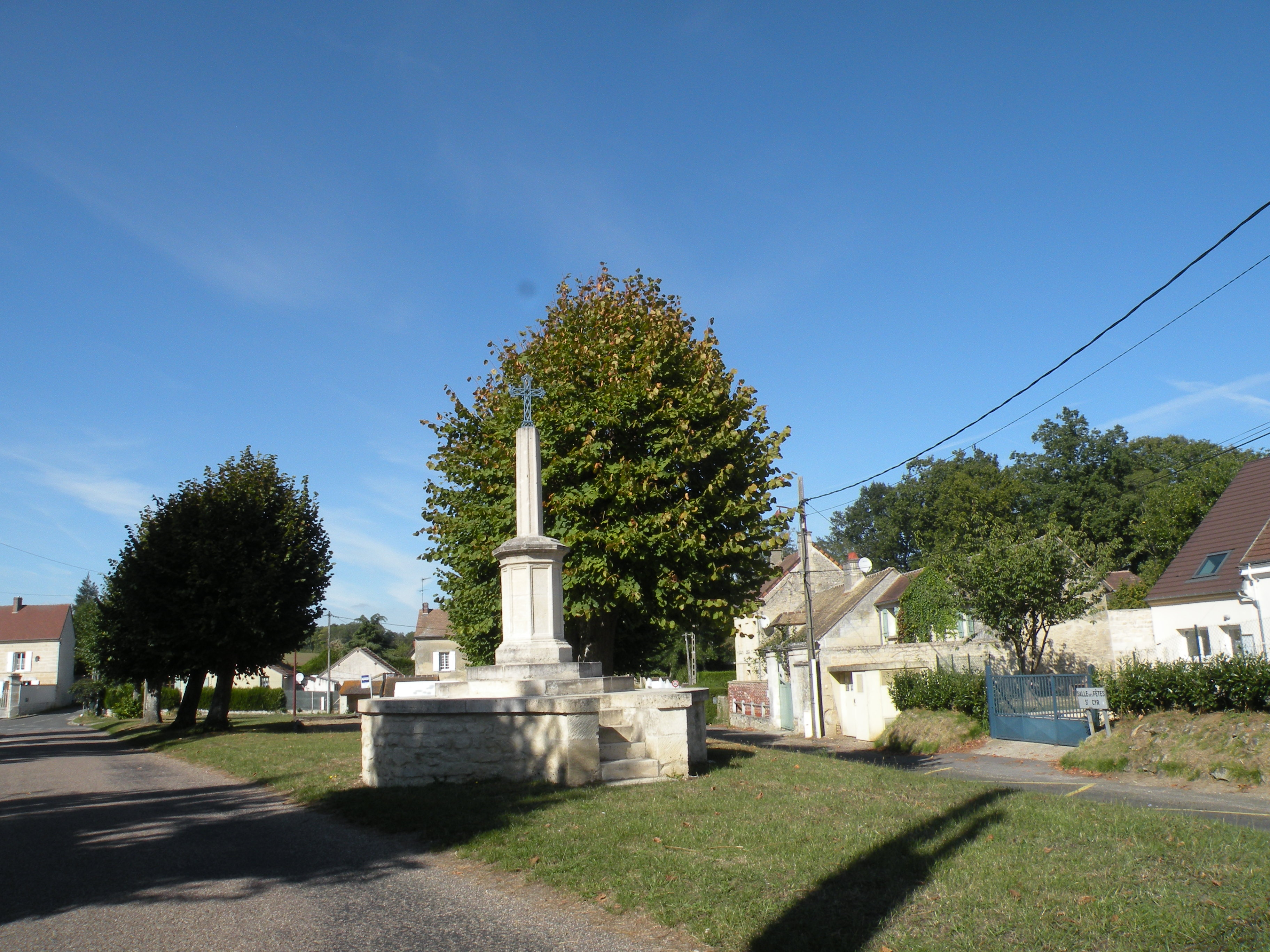
Calvaire